# راهی دلپذیر برای مردن
راهی دلپذیر برای مردن (انگلیسی: A Lovely Way to Die) یک فیلم در ژانر درام و جنایی به کارگردانی دیوید لوول ریچ است که در سال ۱۹۶۸ منتشر شد.

## بازیگران
- کرک داگلاس
- سیلوا کوشچینا
- ایلای والاک
- دینا الکار
- دوریس رابرتس
- پیتر گوردون
- کنراد باین
- الی مک‌گرو
- دیوید هادلستون
- فیلیپ بوسکو
- رالف ویت
- ریچارد اس. کاستلانو
- روت وایت
- شارون فارل
- جان پی. رایان
- کنث هِـی